# Campeonato Europeu de Hóquei em Patins Masculino de 1937
O Campeonato Europeu de 1937 foi a 10.ª edição do Campeonato Europeu de Hóquei em Patins.

## Participantes
| Países     | Participação | Melhor Resultado                                               |
| Inglaterra | 10.ª         | Campeão (1926, 1927, 1928, 1929, 1930, 1931 1932, 1934 e 1936) |
| Itália     | 8.ª          | 2.º Lugar (1929 e 1936)                                        |
| Portugal   | 5.ª          | 3.º Lugar (1936)                                               |
| Alemanha   | 10.ª         | 2.º Lugar (1932 e 1934)                                        |
| Suíça      | 10.ª         | 3.º Lugar (1927, 1931 e 1934)                                  |
| Bélgica    | 10.ª         | 5.º Lugar (1926, 1928, 1930 e 1934)                            |
| França     | 10.ª         | 2.º Lugar (1926, 1927, 1928, 1930 e 1931)                      |
| ---------- | ------------ | -------------------------------------------------------------- |

## Resultados
|            | Inglaterra | Suíça | Portugal | Reino de Itália | Bélgica | Alemanha Nazista | França |
| ---------- | ---------- | ----- | -------- | --------------- | ------- | ---------------- | ------ |
| Inglaterra |            | 10-2  | 3-1      | 4-3             | 6-1     | 5-2              | 9-1    |
| Suíça      |            |       | 1-1      | 2-2             | 2-1     | 4-3              | 4-2    |
| Portugal   |            |       |          | 3-4             | 1-0     | 3-1              | 2-0    |
| Itália     |            |       |          |                 | 4-6     | 4-3              | 3-2    |
| Bélgica    |            |       |          |                 |         | 3-2              | 3-2    |
| Alemanha   |            |       |          |                 |         |                  | 7-6    |
| França     |            |       |          |                 |         |                  |        |

## Classificação final
| Lugar | Seleção    | J | V | E | D | P  | GM | GS | Dif. |
| ----- | ---------- | - | - | - | - | -- | -- | -- | ---- |
|       | Inglaterra | 6 | 6 | 0 | 0 | 12 | 37 | 10 | +27  |
|       | Suíça      | 6 | 3 | 2 | 1 | 8  | 15 | 19 | -4   |
|       | Portugal   | 6 | 3 | 1 | 2 | 7  | 11 | 9  | +2   |
| 4     | Itália     | 6 | 3 | 1 | 2 | 7  | 20 | 20 | 0    |
| 5     | Bélgica    | 6 | 3 | 0 | 3 | 6  | 14 | 17 | -3   |
| 6     | Alemanha   | 6 | 1 | 0 | 5 | 2  | 18 | 25 | -7   |
| 7     | França     | 6 | 0 | 0 | 6 | 0  | 13 | 28 | -15  |

| Campeões Europeus 1937 |
| ---------------------- |
| Inglaterra             |
| INGLATERRA 10.º Título |